# Arroio Ponta do Melo
O Arroio Ponta do Melo é um pequeno arroio da cidade de Porto Alegre, capital do estado brasileiro do Rio Grande do Sul.

## Nome
O arroio foi nomeado a partir da Ponta do Melo, também conhecida como Pontal do Melo, uma pequena península junto ao Guaíba. Sua posse foi requerida inicialmente em 1888 por Francisco Luiz de Melo, dono de uma chácara local. Mais tarde, na década de 1940, o lugar acabou se tornando conhecido como Pontal do Estaleiro, em referência ao Estaleiro Só, instalado no local. Atualmente, abriga um grande projeto imobiliário.

## Nascentes e fluxo
O arroio tem suas nascentes em uma ocupação irregular chamada "Vila Ecológica", cuja população era de 1.191 habitantes em 2010, na encosta do Morro Santa Tereza, próximo das nascentes do arroio homônimo.
O arroio serve de limite geográfico entre os bairros Cristal, ao sul do arroio, e Santa Tereza, ao norte.
Após passar pelo terreno da FASE-RS - Fundação de Atendimento Socioeducativo, perto do prédio da FEBEM-RS (Fundação Estadual do Bem-Estar do Menor), o arroio segue em direção à Avenida Padre Cacique, perto da confluência da Avenida Pinheiro Borda e Taquary, a partir de onde segue canalizado até sua foz no Guaíba.  